# Фара (Агилольфинг)
Фара (нем. Fara; ранее 624/625— около 640) — знатный франк, один из предводителей восстания против короля Сигиберта III около 640 года.

## Биография
Основной нарративный источник о Фаре и связанных с ним событиях — «Хроника» его современника Фредегара.
Предполагается, что Фара мог принадлежать к роду Агилольфингов, но в современных ему документах свидетельства об этом отсутствуют. Местом его рождения могли быть земли на правобережье Рейна в среднем течении этой реки. Отец Фары, Хродоальд, в 624 году попавший в немилость к королю Дагоберту I, был в следующем году убит в Трире королевским приближённым Бертаром, сторонником Арнульфингов.
О жизни Фары в следующие полтора десятилетия достоверных сведений не сохранилось. Предполагается, что в середине 630-х годов на границе Франкского государства и государства Само могли быть образованы несколько герцогств, включая Тюрингское герцогство во главе с Радульфом и герцогство вокруг Веттерау или Ашаффенбурга во главе с Фарой. Главной задачей их правителей была защита восточных областей Франкского государства от нападений славян.
Вероятно тогда же Фара завязал с Радульфом дружеские отношения, и когда тот около 640 года (возможно, в 639, 640, 641 или 642 году) восстал против короля Сигиберта III, Фара присоединился к мятежу. В ответ Сигиберт III и его опекун герцог (лат. dux) Адальгизел организовали поход против мятежных герцогов. Другими франкскими полководцами в этой военной кампании были Гримоальд Старший, епископ Куниберт Кёльнский, сыновья Арнульфа Мецского, а также герцог Бобо и Леутари II. В первом же состоявшемся между Майнцем и Фогельсбергом сражении с мятежниками войско Фары было разбито королевской армией. Сам он в этой «ожесточённой» битве погиб, а его оставшиеся в живых воины пленены и проданы. Несмотря на поражение своего союзника, Радульфу удалось разгромить противников, когда те попытались штурмом захватить укрепление на горе вблизи реки Унструт. Это позволило правителю Тюрингии сохранить все свои владения, которыми он правил, фактически, как независимый властитель до самой смерти.
О потомках Фары в средневековых источниках не сообщается. Однако в ряде источников он упоминается как герцог Баварии, преемник Гарибальда II и брат и предшественник Теодона I. Однако мнение о возможности правления Фары в Баварии оспаривается многими современными историками.